# Vindmøllernes sus
Vindmøllernes sus er en dansk film fra 2016, filmen er instrueret af Mads Erichsen.

## Medvirkende
- Nikolaj Petersen som Thomas
- Maria Petersen som Vikki
- Elias Munk som Kenni
- Meike Bahnsen som Viktoria
- Michael Brostrup som Jørgen
- Albert Holde som Allan
- Kristian Holm Joensen som Johnny
- Julius Petræus som David
- Frederik Partch Petersen som Rasmus
- Meinhard St. John som Preben
- Rasmus Freimann Gattrup som Erik
- Mads Kruse som Claus
- Adam Konnerup Ghanbari som Tim
- Lærke Leding som Anna
- Hans Christian Schrøder som Anders
- Joanna Bruun Jarl som Betina
- Didde Nikolajsen som Carina
- Sara Amlund som Tina
- Ronni Strøm som René
- Christian Schrold som Mikkel
- Jan Kenneth Larsen som Torbe
- Yvonne Andersen som Peters mor
- Jesper Ole Fiet som Jan
- Svend Bladt Jensen som Torben

## Eksterne Henvisninger
- Vindmøllernes sus på Internet Movie Database (engelsk)
- Vindmøllernes sus på Filmdatabasen
- Vindmøllernes sus på The Movie Database (engelsk)